# Біктімірово (Краснокамський район)
Біктімі́рово (рос. Биктимирово, башк. Биктимер) — присілок у складі Краснокамського району Башкортостану, Росія. Входить до складу Нікольської сільської ради.
Населення — 6 осіб (2010; 15 у 2002).
Національний склад:
- марійці — 93 %